# عروسة ياهووو (مسلسل)
عروسة ياهووو، سيت كوم مصري عرض في رمضان 1433هـ/2012م.

## قصة المسلسل
تناقش الحلقات فكرة التعارف بين الشباب والفتيات من خلال تسليط الضوء على أحد الشباب الراغبين في الزواج، وما يواجهه من عقبات ومواقف.

## الممثلون
- إدوارد
- منة الشريف
- مي سليم
- منى هلا
- عبد الرحمن أبو زهرة
- شيرين
- أحمد حلاوة
- بدرية طلبة
- تامر شلتوت
- أحمد الحلواني
- سامح بسيوني
- مديحة البكري
- علياء العربي
- إيناس الطحان
- نيرمين الشريف
- احمد سميح[2]